# Comuna Veselivka, Kirovohrad
Veselivka (în ucraineană Веселівка) este o comună în raionul Kirovohrad, regiunea Kirovohrad, Ucraina, formată din satele Veselivka (reședința) și Zelenîi Hai.

## Demografie
Componența lingvistică a comunei Veselivka
     Ucraineană (94,39%)
     Rusă (4,81%)
     Alte limbi (0,45%)
Conform recensământului din 2001, majoritatea populației comunei Veselivka era vorbitoare de ucraineană (94,39%), existând în minoritate și vorbitori de rusă (4,81%).